# 古斯塔夫·兰道尔
古斯塔夫·兰道尔（德語：Gustav Landauer，1870年4月7日—1919年5月2日），19世纪末20世纪初德国无政府主义的主要理论家之一。 他是社会无政府主义的倡导者。 作为一名公开的和平主义者，兰道尔继承了艾蒂安·德·拉博埃西和列夫·托尔斯泰的传统，倡导“非暴力不合作”的原则。1919年，在1918-1919年德国革命期间，他曾短暂担任短命的巴伐利亚苏维埃共和国的启蒙和公共教育专员。当该共和国被推翻时，他被右翼准军事组织自由军团士兵杀害。兰道尔还因其对形而上学和宗教的研究以及将威廉·莎士比亚和彼得·克鲁泡特金的作品翻译成德语而闻名。